# 氷見市芸術文化館
氷見市芸術文化館（ひみしげいじゅつぶんかかん、英語: Himi Arts Hall）は、富山県氷見市にあるホール。
名称は氷見市立南部中学校1年生が考案したもので、公募1,028件の中から選定された。

## 概略
2015年に氷見市民会館が閉館した後、新たな文化施設を求める氷見市民からの要望を受けて整備された。「豊かな人間性を育む」「人と人をつなぐ」「地域への誇りを高める」の3つを基本理念に掲げて、旧氷見市民病院跡地にて整備された。指定管理者は一般財団法人氷見文化振興財団。
国道160号氷見バイパスと国道415号の交差点北東に立地している。
２０２２年に開館し、記念事業として、全８シリーズ（こけら落とし公演・志の輔らくごブリリアント、澤武紀行オペラティック・テノールリサイタル、紺野美沙子朗読劇「ベルベットのうさぎ」、中村獅童　歌舞伎に生きる～トーク・舞踏「雨の五郎】～、「真白の恋」～世界で最も美しい湾～朗読劇、須川展也サクソフォン・リサイタル～アンサンブルで綴る『銀河鉄道の夜』～、五嶋みどりデビュー４０周年リサイタル、MINIATURE　LIFE展～田中達也見立ての世界～）が、開催された。
２０２３年ラインナップ事業では、全１０シリーズ（ピアノ・辻井伸行らによる≪古典派からロマン派へ≫、「野生の息吹」岩合光昭＋大森暁生二人展、NOMAMAtoGAMAMA～氷見のアールビュリュット展～、高岡商業高校吹奏楽部によるアールビュリュット展～特別演奏～、中村勘九郎・中村七之助による錦秋特別公演２０２３、志の輔らくごブリリアント２、漫才のDENDO宝くじ文化公演in氷見、０歳児からのパーカッションコンサート、五代目江戸家猫八襲名披露公演in富山、島津亜矢怪獣襲来ツアー）が、開催された。
２０２４年ラインアップ事業では、全９シリーズ（栗コーダーカルテットコンサート、「お菓子の美術館」～渡辺おさむスイーツアートin氷見～、わけあって絶滅しました。展、スキヤキ・スティール・オーケストラコンサート、志の輔らくご　ブリリアント３、舞台「罠」（主演：上川隆也　共演：藤原紀香）、坂本冬美コンサート２０２４、萬斎のおもちゃ箱vol.3「真夏の夜の夢」、宝くじ「おしゃべり音楽館」）が、開催された。

### 建物データ

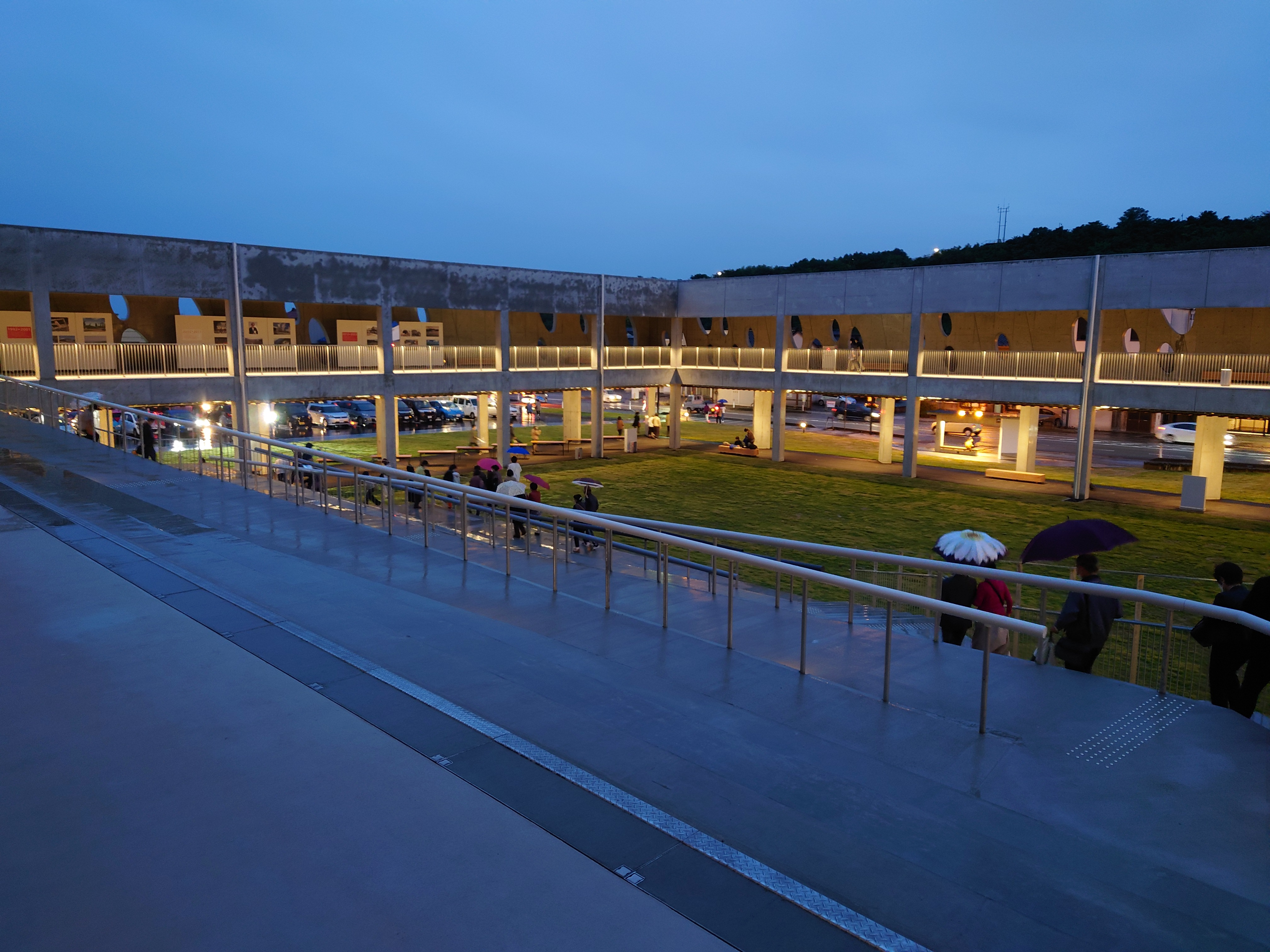
青空広場

黒瓦のしっくいの白壁で氷見の街並みをイメージした外観とし、一部内装にひみ里山杉を使用することで氷見らしさを保っている。また、河川氾濫による浸水リスクに対応するため、主要施設を2階以上に配置したピロティ方式を採用し、周辺の住民の緊急避難場所としても活用可能となっている。建物の外には青空広場やそれを囲む回廊も有していて、青空広場はロビーとホールを組み合わせて幅広く活用できるよう設計されている。
- 鉄筋コンクリート造（一部鉄骨造）地上4階建[3]
- 敷地面積 - 24754.31m2[3]
- 建築面積 - 5667.48m2[3]
- 延床面積 - 10455.03m2[3]
- 駐車場 - 423台（屋外392台、大型バス3台、ピロティ内22台、思いやり駐車場6台）[3]
- 設計者 - 有限会社ナスカ古谷誠章[6]
- 施工業者 - 清水建設・萩原建設共同企業体[7]
- 建設費 - 4,495,000,000円[2]

指定緊急避難場所（災害の危険が切迫した緊急時において災害の危険から逃れるための施設で、炊き出しや物資の提供を受けながら過ごすための避難施設「指定避難所」でない。）に指定されています。
　災害の種類：地震、土砂災害、洪水（ただし、２階以上が利用可）、津波
　想定収容人数（１，２９３人）

### ホール
舞台間口14.4m - 23.0m（演目により変動）、奥行16m、高さ13m、客席800席（可動席496席、固定席288席、車いす4席、多目的室12室）。音響性能に優れたシューボックス型となっていて、様々な企画、催事を可能にするエアー浮上式可動客席を採用している。
　　ホール稼働率　　（利用日（設営準備日を含む）／稼動日数（休館日は除く）
　　　令和４年度　　　７５％（利用日１０４日／稼動日数１３９日）
　　　令和５年度　　　６７％（利用日２０１日／稼動日数３０２日）
　　　令和６年度　　　７３％（利用日２２７日／稼動日数３１１日）

## 沿革
- 2020年10月14日 - 起工式[9]
- 2022年
  - 7月28日 - 一部の外構工事を除き竣工[10]
  - 10月8日 - 開館[3]
- ２０２３年７月２３日　来館者１０万人達成
- ２０２４年７月１９日　来館者２０万人達成
- ２０２４年１２月８日　来館者３０万人達成
- ２０２５年８月１８日　来館者４０万人達成

## 開館データ
- 開館時間 - 9時 - 22時[3]
- 休館日 - 水曜日、祝日の翌日、12月29日から1月3日まで[3]